# Локомотив (стадион, Иваново)
«Локомоти́в» — спортивный стадион расположенный в городе Иваново в районе Пустошь-Бор. В 2007 году на нём принимала своих соперников команда Первого дивизиона «Текстильщик-Телеком».

## История
Арена была построена в раннесоветский период ивановским спортивным обществом «Локомотив». Более точную дату сложно назвать, но обращаясь к книге «Имена улиц города Иваново» можно узнать, что улица Спортивная, на которой находится стадион, а также 1-й и 2-й Спортивные переулки «названы по расположенному вблизи стадиону „Локомотив“ и датируются 1927 годом». Известно, что в 1929 году здесь был открыт ипподром.
В российское время он был заброшен. Но после выхода в Первый дивизион ивановского клуба «Текстильщик-Телеком» и ремонта главной арены города стадиона «Текстильщик» власти области приняли решение реконструировать арену. На поле был уложен искусственный газон «Stadio Grass», который имеет размеры 103 на 68 метров. Также были добавлены трибуны на 3000 мест, небольшая площадка размерами 40 на 20 метров, тоже с искусственным покрытием. Приведен в порядок спортивный комплекс, где располагается пять раздевалок и административные помещения. Команда успешно отыграла сезон на стадионе.
После вылета клуба из Первого дивизиона, «Локомотив» принимал на своем поле «Текстильщик» в 2008 году. После окончания реконструкции «Текстильщика», команда вновь вернулась на родной стадион. На «Локомотив» переехала молодёжная команда, СДЮШОР «Текстильщик» и женская футбольная команда «Госуниверситет», выступающая в Первом дивизионе женского футбольного турнира. В 2010 году на стадионе было положено второе искусственное поле «Euro Grass» размерами 102 на 68 метров. Тестирование показало, что на этом поле могут тренироваться национальные команды в период проведения чемпионатов мира. Также на стадионе Локомотив располагается областная федерация футбола Ивановской области.

## Строительство футбольного манежа
В начале октября 2012 года началось строительство первого крытого футбольного манежа в Ивановской области, в связи с чем численность мест на стадионе уменьшилась до 1224. Стоимость строительства составила 106 млн рублей. Площадь тренировочного манежа составляет 48x32 квадратных метра с искусственным травяным покрытием. Внутри на трех этажах также оборудованы раздевалки и душевые для спортсменов, методическая и тренерская комнаты, тренажерный зал, а также медицинский и массажный кабинеты. Из-за нестандартных размеров поля и отсутствия в нём зрительских мест манеж не может использоваться для проведения официальных соревнований. Сдача объекта в эксплуатацию состоялась 5 августа 2014 года.

## Адрес
153024, г. Иваново, ул. Спортивная, д. 19/2